# Наблус

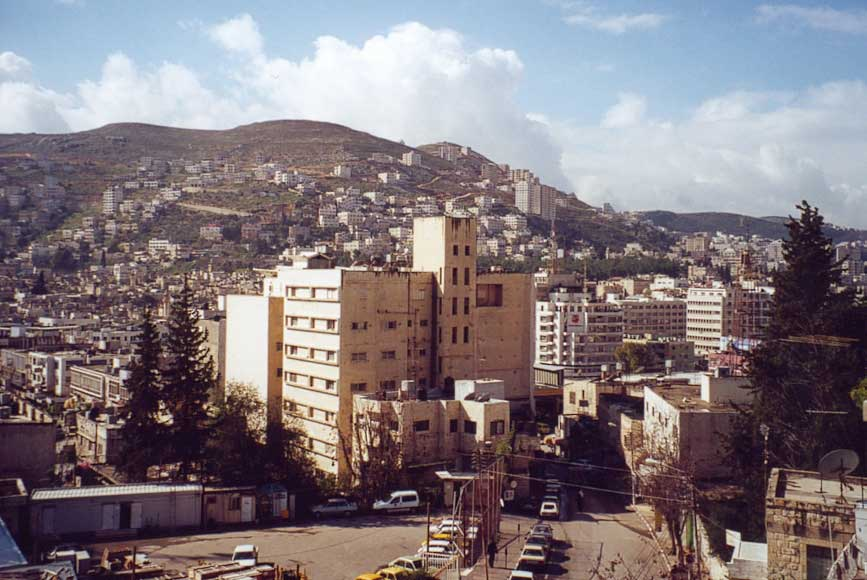
Панорама Наблусу (Шхему)

На́блус чи Шхем (івр. שְׁכֶם, Шхем; в українській традиції Сихе́м; лат. Flavia Neapolis, Флавія Неаполіс; араб. نابلس, Набулус) — місто в складі Палестинської автономії, на територіях зайнятих Ізраїлем під час Шестиденної війни. Столиця історичної області Самарія. Розташована на відстані 42 км від Тель-Авіву та 66 км на північ від Єрусалима. Населення близько 300 000 осіб, переважно араби. Більшість віруючих — мусульмани. Близько 350 самаритян проживають в окремому районі на горі Грізім (на ілюстрації).

## Історія міста

### В Біблії
Місто Шхем (див. статтю стародавній Сихем) було відоме з біблійних часів (1200 до н. е.), як значний центр племені хівійців. У Шхемі розташована гробниця Йосипа. Після розділу землі між колінами Ізраїлю попав у наділ коліна Манасії (Менаше). Шхем оточують гори Гарізім і Евал, на яких, за наказом Мойсея зразу ж після переходу євреїв через Йордан було заключено заповіт між Богом та єврейським народом. В Шхемі було об'явлено царем Ізраїля Авімелеха, сина Гедеона. Після розділення царства — центр північних колін і перша столиця Єровоама.

### В Середні віки
В 400 до н. е. перетворився в культурний центр і священне місто самаритян. Захоплений римлянами на початку нашої ери і перейменований ними в честь імператора Веспасіана в Флавія Неаполіс, яке в арабській було спотворено в Наблус. В місті збереглися руїни древнього храму гіксосів. Не менш цікаві церкви Св. Анни і Сидонські гробниці.

## Святі місця
Святі місця Наблусу включають:
- Гробниця Йосипа — де поховано давньоізраїльського патріарха Йосипа, сина Якова (Ізраїля)
- Колодязь Якова — при якому зупинявся і бесідував Ісус Христос (див. Сихем)